# حاجی‌کندی‌رود
حاجی‌کندی‌رود یکی از روستاهای استان آذربایجان شرقی است که در دهستان قرانقو بخش مرکزی شهرستان هشترود واقع شده‌است.